# 제주 이교동 일제군사시설
제주 이교동 일제군사시설은 대한민국 제주특별자치도 서귀포시 대정읍 상모리에 있는 일제강점기의 국가등록문화재 / 기타 / 전쟁관련시설 / 전쟁관련시설이다. 2006년 12월 4일 대한민국의 국가등록문화재 제315호로 지정되었다.

## 개요
1945년 무렵 건립된 ‘ㄷ’자형 콘크리트 구조로 구축된 이 시설물은 일제 강점기 당시 일본군 통신 시설로 쓰였을 것으로 추정되며, 광복 이후 한국군 제1훈련소가 탄약고로 사용하였다. 태평양전쟁 말기, 패배에 직면한 일본이 제주도를 저항 기지로 삼았던 침략의 역사를 증언하고 있다.

## 참고 자료
- 제주 이교동 일제군사시설 - 국가유산청 국가유산포털